# Ivangorod
Pour les articles homonymes, voir Ivangorod (homonymie).
Ivangorod (en russe : Ивангород ; en estonien : Jaanilinn) est une ville de l'oblast de Léningrad, en Russie, dans le raïon de Kingissepp.
Sa population est de 10 443 habitants en 2013.
Ivangorod est connue pour sa forteresse.

## Géographie
Elle est située sur la rive droite du fleuve Narva, près de la frontière russo-estonienne, à 159 km à l'ouest de Saint-Pétersbourg. 
Ivangorod est un important point de passage frontalier et une gare de chemin de fer sur la ligne Tallinn – Saint-Pétersbourg. Elle est située juste en face de la ville estonienne de Narva.

## Histoire
La forteresse fut bâtie en 1492, pendant le règne d'Ivan III, et reçut le nom de ce dernier. Entre 1581 et 1590, puis à nouveau entre 1612 et 1704, elle fut contrôlée par la Suède. Ivangorod reçut les privilèges d'une ville et fut administrée sous la forme d'une cité russe de la Couronne de Suède jusqu'en 1649, date à laquelle elle devient un faubourg de Narva. En dépit d'autres changements affectant son territoire et sa souveraineté, Ivangorod fut considérée comme une partie de la ville de Narva, de 1649 à 1945.
En janvier 1919, à la suite de l'effondrement de l'Empire russe, la nouvelle république indépendante d'Estonie établit sa souveraineté sur toute la ville de Narva, y compris Ivangorod. Cette situation fut reconnue par le traité de Tartu, signé en 1920 entre la Russie soviétique et l'Estonie. Ayant réoccupé l'Estonie en 1944, pendant la Seconde Guerre mondiale, les autorités soviétiques séparèrent administrativement Ivangorod du reste de Narva et la rattachèrent au territoire de l'oblast de Leningrad de la RSFSR en janvier 1945. Ivangorod reçut le statut commune urbaine en 1949, puis celui de ville en 1954.
Après l'indépendance de l'Estonie, en 1991, la frontière internationale définie par le traité de Tartu en 1920 fut juridiquement remplacée par la limite administrative séparant les deux ex-républiques soviétiques d'Estonie et de Russie. Ivangorod resta donc à la Russie. En raison des tensions politiques, le nouveau traité frontalier entre l'Estonie et la Russie n'est pas encore entré en vigueur.

## Population
Recensements (*) ou estimations de la population
| 1947  | 1959*  | 1970*  | 1979*  | 1989*  |
| ----- | ------ | ------ | ------ | ------ |
| 1 838 | 14 432 | 11 620 | 10 706 | 11 833 |

| 2002*  | 2006   | 2010* | 2012   | 2013   |
| ------ | ------ | ----- | ------ | ------ |
| 11 206 | 10 199 | 9 854 | 10 128 | 10 443 |

## Galerie

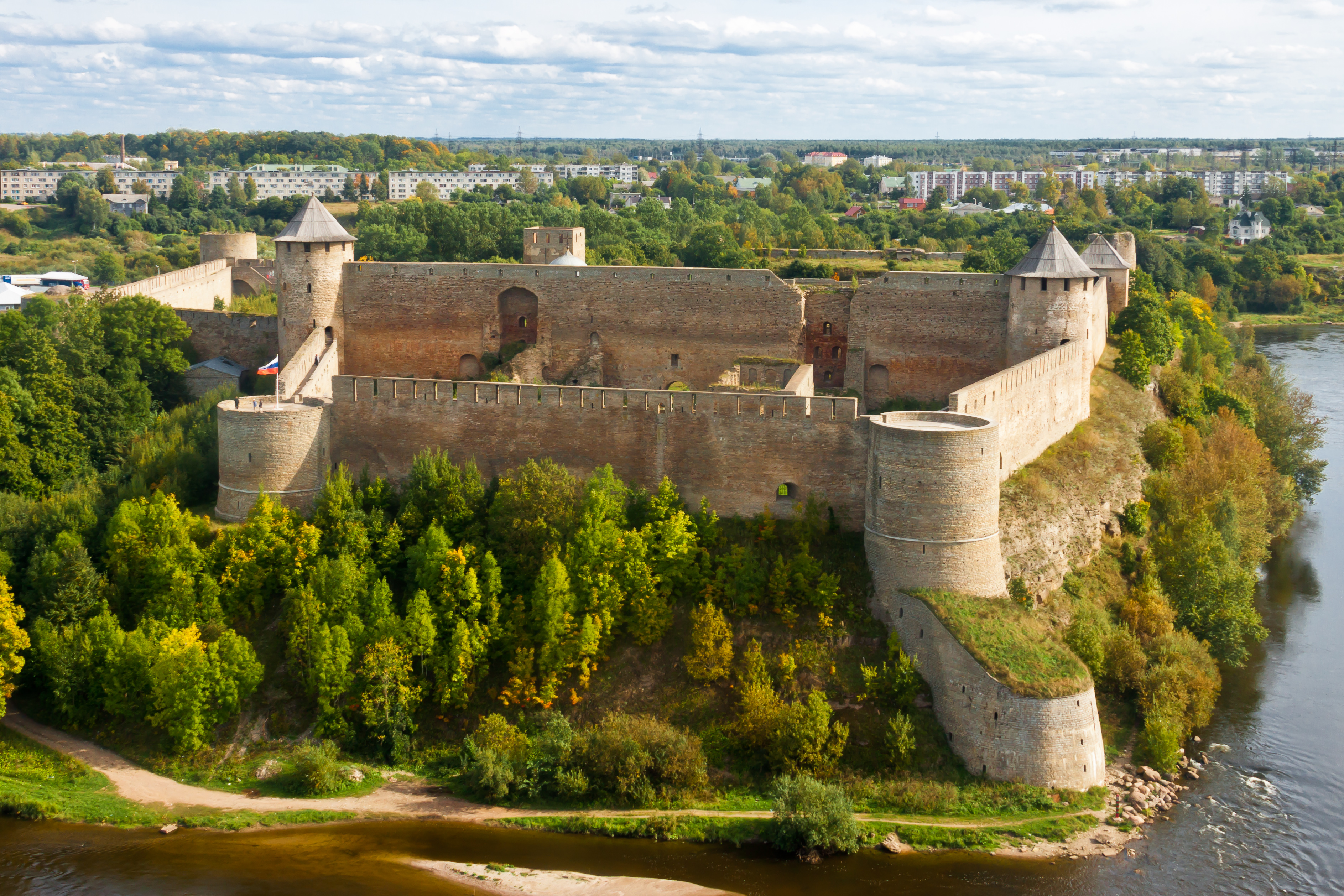
Vue depuis le Fort Herman, à Narva, Estonie
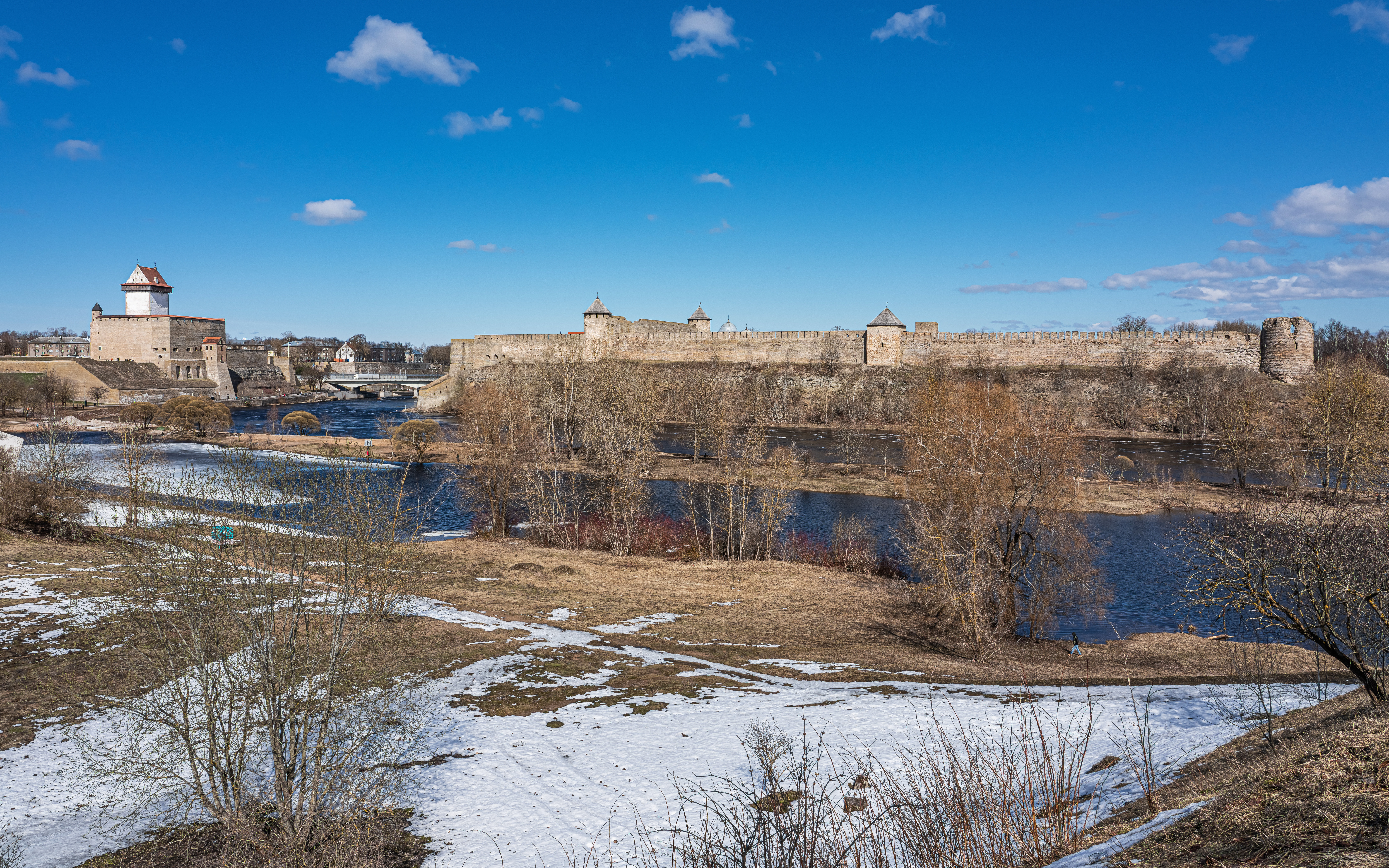
Les deux forts-frontière (Estonie à gauche, Russie à droite)
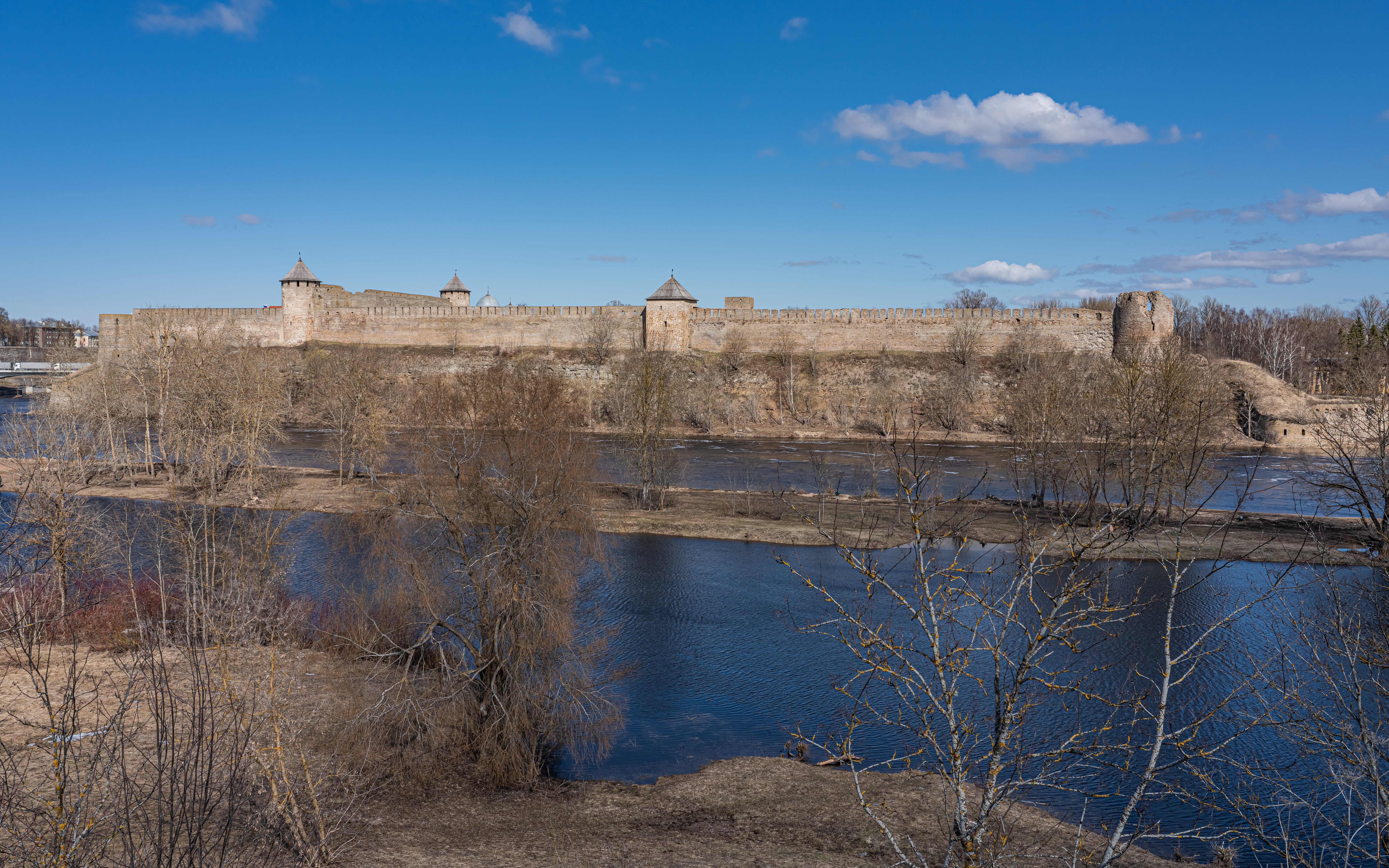
Vue d'ensemble depuis Narva
Intérieur de la forteresse (2001)
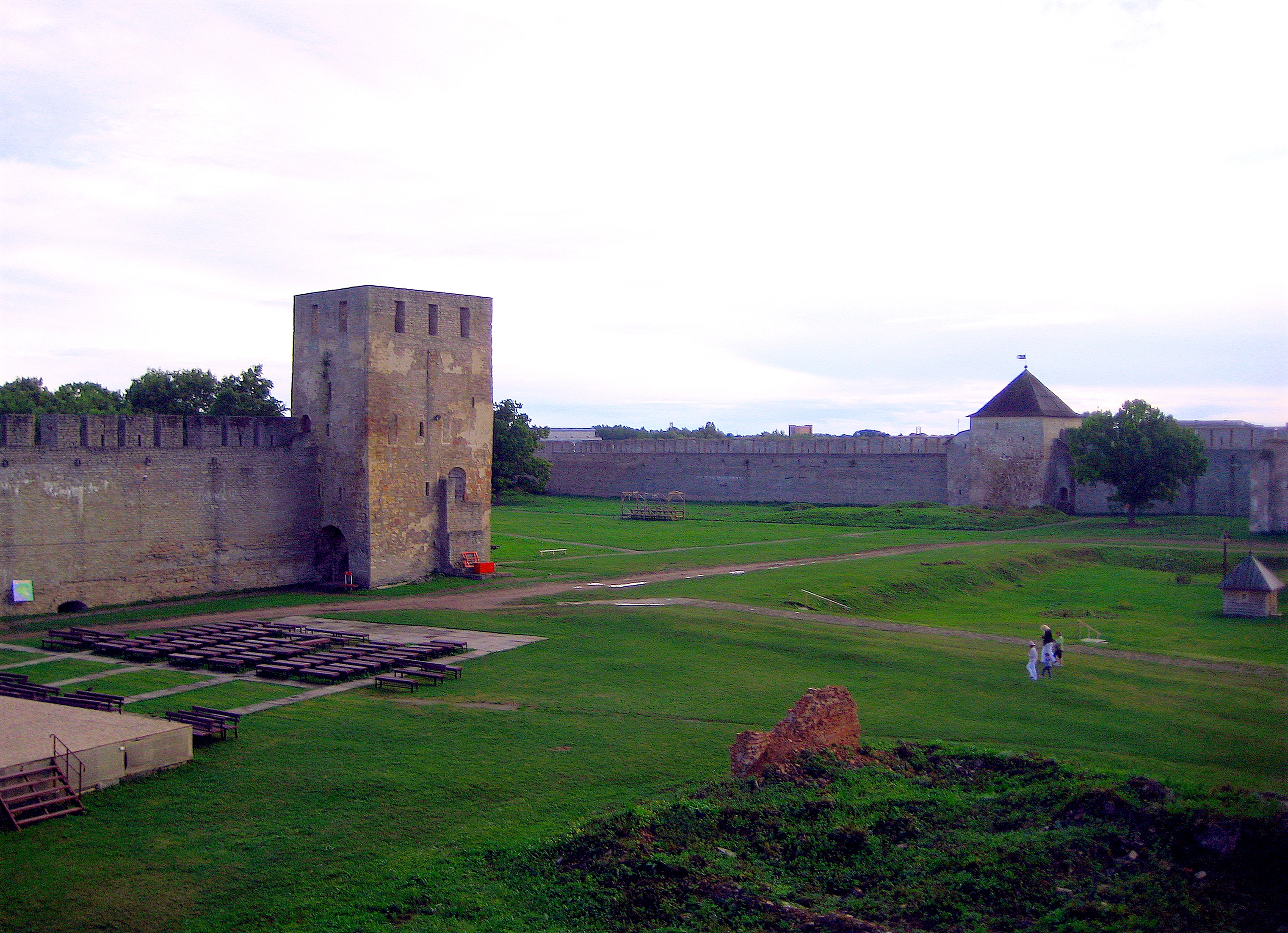
Préparation de spectacle devant la Tour Nabatnaya (2015)
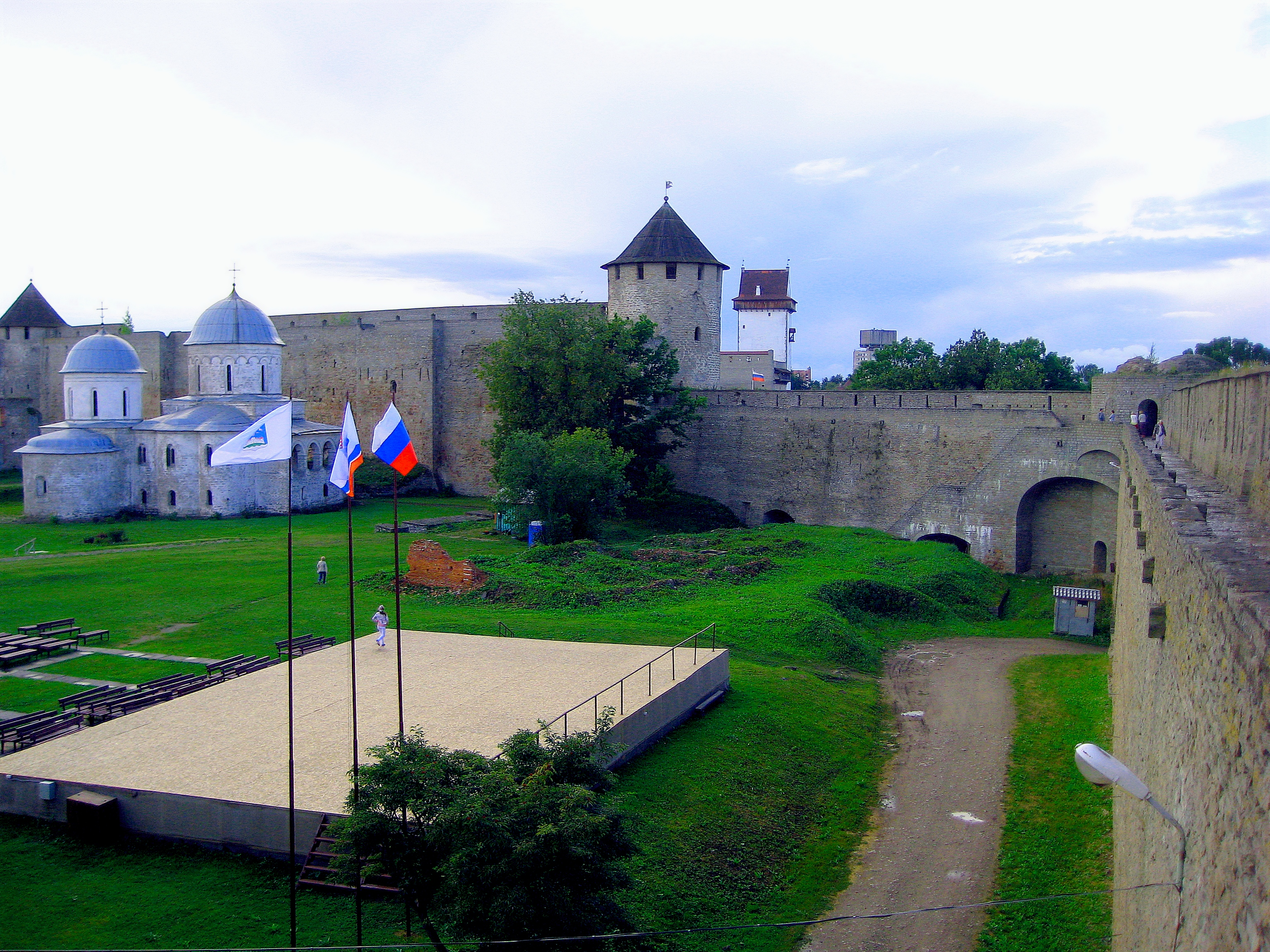
Scène d'été
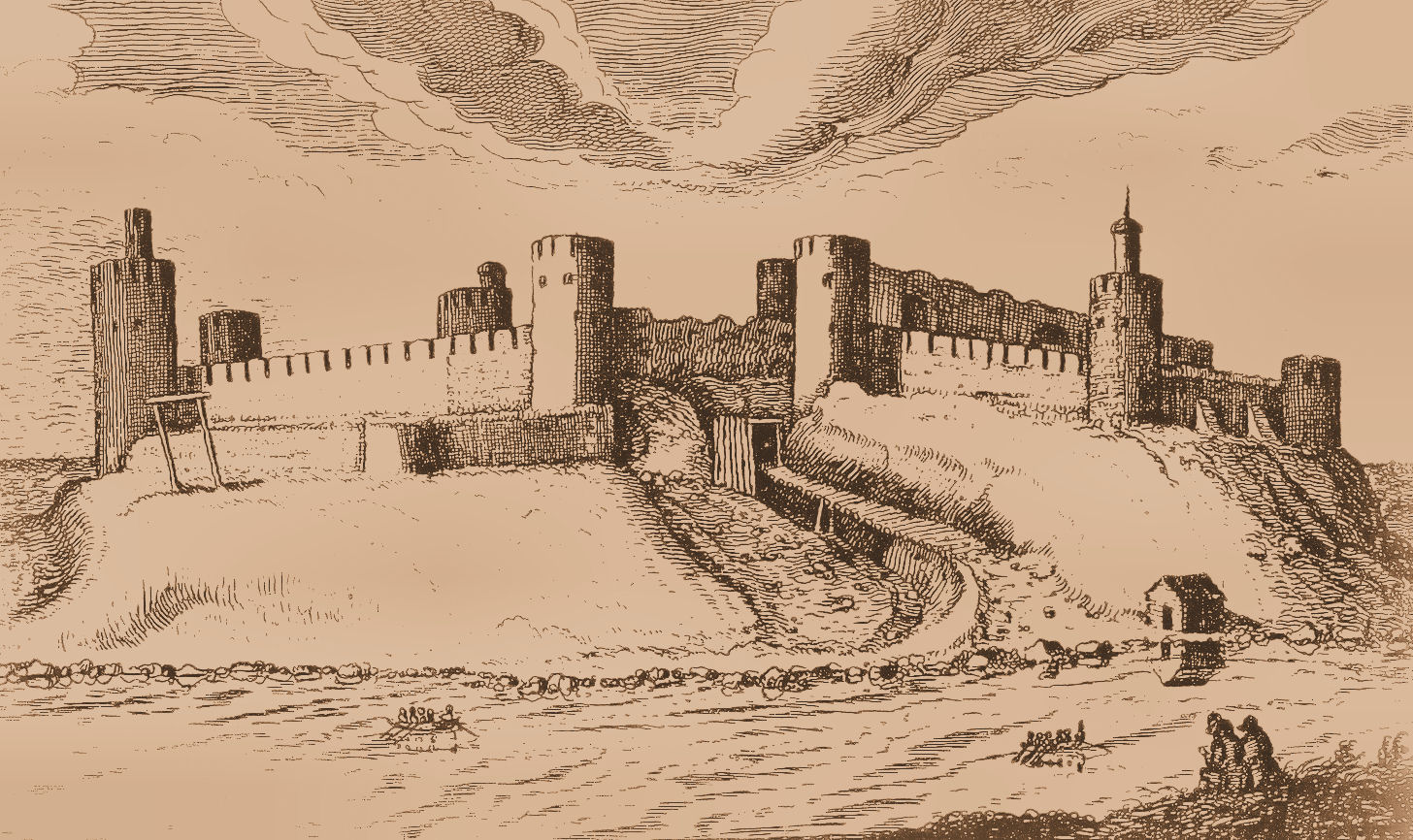
Gravure de 1616

## Jumelage
- Narva (Estonie)